# Bernard Singer

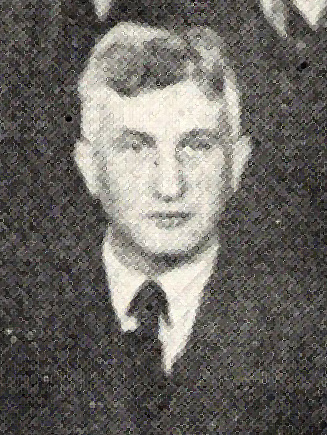
Bernard Singer

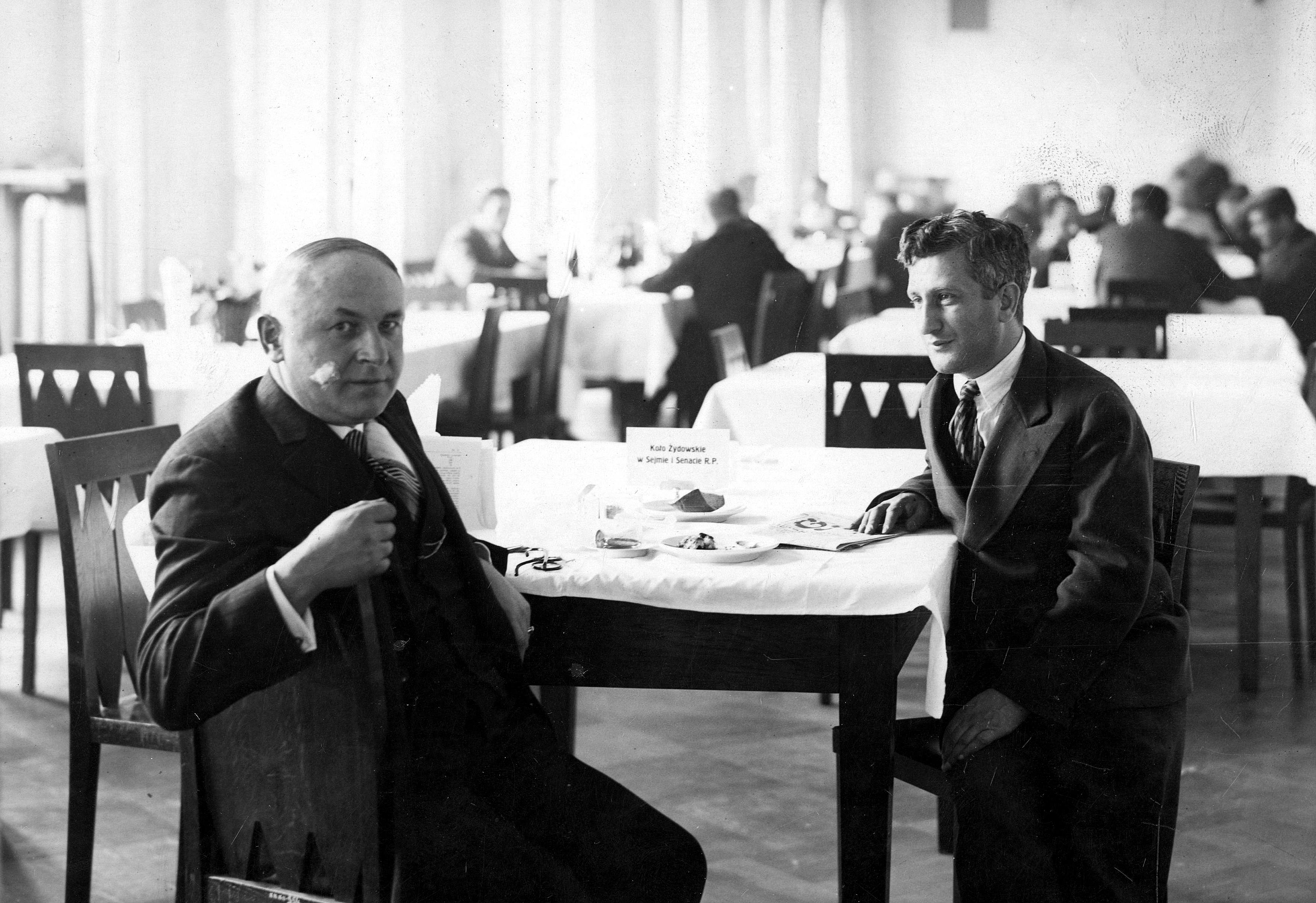
Sejm w okresie przesilenia gabinetowego w 1929 roku, Koło Żydowskie. Leon Reich (z lewej) i Bernard Singer

Bernard Singer, ps. „Regnis”, „Meszorer” (ur. 16 czerwca 1893, zm. 30 czerwca 1966 w Londynie) – dziennikarz i publicysta.

## Życiorys
Dzieciństwo spędził w dzielnicy żydowskiej w Warszawie – wspomnienia z tego okresu zawarł w książce Moje Nalewki. Studiował polonistykę i historię w Wolnej Wszechnicy Polskiej. Jako dziennikarz debiutował w 1915 roku na łamach „Lodzier Folksblat”. Był jednym z inicjatorów ruchu fołkistów w Polsce, kandydował do Sejmu Ustawodawczego z ramienia Żydowskiego Stronnictwa Ludowego w Łodzi, jednak mandatu nie uzyskał. Od tego momentu zarzucił karierę działacza politycznego i zajął się wyłącznie pracą dziennikarską.
Publikował w prasie żydowskiej w języku polskim, jidysz i hebrajskim. Współpracował z „Hajnt”, krakowskim „Nowym Dziennikiem”, „Unzer Ekspres”, „Wilner Tog”, „Literarisze Bleter”. W roku 1925 rozpoczął wieloletnią współpracę z polskojęzycznym „Naszym Przeglądem” i odtąd znany był przede wszystkim jako stały felietonista i korespondent tej gazety. Wybór jego felietonów parlamentarnych ukazał się już po wojnie w zbiorze Od Witosa do Sławka. Jako reporter podróżował między innymi do ZSRR. Swoje teksty prasowe podpisywał najczęściej pseudonimem „Regnis”, który pochodził od jego nazwiska czytanego wspak.
Na początku II wojny światowej opuścił Warszawę i spędził kilka miesięcy na terenach okupowanych przez ZSRR. Aresztowany w Rydze w sierpniu 1940 roku, został osadzony w obozie w Workucie. Objęty amnestią w wyniku układu Sikorski-Majski znalazł się w Kujbyszewie, gdzie dzięki pomocy Stanisława Kota pracował przy ambasadzie rządu RP na uchodźstwie. Opuścił ZSRR wraz z ambasadorem Kotem w lipcu 1942 roku.
W 1943 roku znalazł się w Londynie, gdzie podjął pracę w Ministerstwie Informacji i Dokumentacji. Przez kilka lat pisywał do wydawanego przez ambasadę PRL „Tygodnika Polskiego”, jego teksty ukazywały się również w prasie krajowej (w „Słowie Polskim”, „Dzienniku Zachodnim”, „Życiu Warszawy”, „Kurierze Codziennym”). W drugiej połowie lat 40. był tajnym współpracownikiem Departamentu VII Ministerstwa Bezpieczeństwa Publicznego o pseudonimie „Rex”.
W latach 1950–1966 stale współpracował z „The Economist”, publikował również w „Observerze”.

## Publikacje książkowe
- Moje Nalewki, Warszawa, Czytelnik, 1959
- Od Witosa do Sławka, Paryż, Instytut Literacki, 1962
- W krajach Hitlera i Stalina: wybór reportaży z Niemiec hitlerowskich i Związku Sowieckiego, Warszawa, Stowarzyszenie Midrasz, 2007, ISBN 978-83-924432-4-7.